# Noctilien
Noctilien is het nachtbusnet in Parijs, geëxploiteerd door de vervoersbedrijven RATP en Transilien in Parijs. Het netwerk is een dienst van de regionale OV-autoriteit STIF. In totaal zijn er 48 lijnen die dienstdoen in de gehele omgeving van de Franse hoofdstad. Het net rijdt van 00:10 (wanneer de laatste bussen hun dienst eindigen) tot 05:30 (als de eerste bus zijn dienst begint). 

## Samenstelling
Het netwerk is samengesteld uit:
- 2 circulaire lijnen, lopend tussen de grote stations in parijs (N01 en N02);
- 6 transversale lijnen, lopend tussen de verschillende buitenwijken via Châtelet;
- 19 radiale lijnen die beheerd worden door de RATP (2 cijferige lijnen en lijnen N122, N130 en N153) die lopen van de beroemde Parijse stations naar de buitenwijken;
- 19 radiale lijnen die beheerd worden door de SNCF (3 cijferige lijnen, behalve N122, N130 en N153) die lopen van de beroemde Parijse stations naar de verre buitenwijken;
- 2 "banlieue" lijnen (N71 en N135), die niet via Parijs lopen.

De lijnen van de SNCF zijn veelal interregionaal van karakter, en stoppen niet tot nauwelijks onderweg. De lijnen van de RATP daarentegen zijn veel lokaler, en stoppen op meer plaatsen langs de route, ook in woonwijken.

### Lijnoverzicht
- N 01 - binnen (met de klok mee) Ringlijn: Gare de l'Est → Gare de Lyon → Gare Montparnasse → Gare Saint-Lazare → Gare de l'Est
- N 02 - buiten (tegen de klok in) Ringlijn: Gare Montparnasse → Gare de Lyon → Gare de l'Est → Gare Saint-Lazare → Gare Montparnasse
- N 11 - Pont de Neuilly ↔ Château de Vincennes
- N 12 - Pont de Sèvres ↔ Romainville -Carnot
- N 13 - Mairie d'Issy ↔ Bobigny - Pablo Picasso
- N 14 - Mairie de Saint-Ouen ↔ Bourg-la-Reine RER
- N 15 - Gabriel Peri - Asnières - Gennevilliers ↔ Villejuif - Louis Aragon
- N 16 - Pont de Levallois - Becon ↔ Mairie de Montreuil
- N 21 - Châtelet - Les Halles ↔ Chilly-Mazarin - Liberation
- N 22 - Châtelet - Les Halles ↔ Rungis - Marche International
- N 23 - Châtelet - Les Halles ↔ Chelles-Gournay RER
- N 24 - Châtelet - Les Halles ↔ Bezons - Grand Cerf
- N 31 - Gare de Lyon ↔ Juvisy-sur-Orge RER
- N 32 - Gare de Lyon ↔ Boissy-Saint-Leger RER
- N 33 - Gare de Lyon ↔ Villiers-sur-Marne - Le-Plessis-Trevise RER
- N 34 - Gare de Lyon ↔ Torcy RER
- N 35 - Gare de Lyon ↔ Nogent-le-Perreux RER
- N 41 - Gare de l'Est ↔ Villeparisis – Mitry-le-Neuf RER
- N 42 - Gare de l'Est ↔ Aulnay-sous-Bois - Garonor
- N 43 - Gare de l'Est ↔ Gare de Sarcelles-Saint-Brice
- N 44 - Gare de l'Est ↔ Pierrefitte-Vlekken RER
- N 45 - Gare de l'Est ↔ Hôpital de Montfermeil
- N 51 - Gare Saint-Lazare ↔ Gare d'Enghien
- N 52 - Gare Saint-Lazare ↔ Gare d'Argenteuil RER
- N 53 - Gare Saint-Lazare ↔ Nanterre - Universite RER
- N 61 - Gare Montparnasse ↔ Hôtel de Ville de Velizy-Villacoublay
- N 62 - Gare Montparnasse ↔ Robinson RER
- N 63 - Gare Montparnasse ↔ Massy-Palaiseau RER
- N 66 - Gare Montparnasse ↔ Vélizy-Villacoublay - Robert Wagner
- N 71 - Rungis - Marche International ↔ Saint Maur - Creteil RER
- N 122 - Châtelet - Les Halles ↔ Saint-Remy-lès-Chevreuse
- N 130 - Gare de Lyon ↔ Gare de Marne-la-Vallee - Chessy
- N 131 - Gare de Lyon ↔ Bretigny
- N 132 - Gare de Lyon ↔ Melun
- N 133 - Gare de Lyon ↔ Juvisy
- N 134 - Gare de Lyon ↔ Combs la Ville
- N 135 - Villeneuve Saint Georges ↔ Corbeil - Essonnes
- N 140 - Gare de l'Est ↔ Aeroport Roissy Charles de Gaulle Terminal 3
- N 141 - Gare de l'Est ↔ Gare de Meaux
- N 142 - Gare de l'Est ↔ Tournan en Brie RER
- N 143 - Gare de l'Est ↔ Aeroport Roissy Charles de Gaulle Terminal 3
- N 144 - Gare de l'Est ↔ Corbeil - Essonnes
- N 145 - Gare de l'Est ↔ La Verrière
- N 150 - Gare Saint-Lazare ↔ Cergy Le Haut RER
- N 151 - Gare Saint-Lazare ↔ Mantes-la-Jolie Gare
- N 152 - Gare Saint-Lazare ↔ Cergy Le Haut RER
- N 153 - Gare Saint-Lazare ↔ Saint-Germain-en-Laye RER
- N 154 - Gare Saint-Lazare ↔ Montigny

### Lijnnummering
De lijnnummering binnen Noctilien heeft een bepaalde logica. Elk lijnnummer begint met een N voor Noctilien, gevolgd door een twee of drie cijfers:
- tweecijferige lijnnummers die beginnen met "N0x" zijn de circulaire routes binnen Parijs;
- tweecijferige lijnnummers die beginnen met "N1x" zijn transversale routes;
- tweecijferige lijnnummers die beginnen met "N2x" zijn bussen van of naar Châtelet;
- tweecijferige lijnnummers die beginnen met "N3x" zijn bussen van of naar het Gare de Lyon;
- tweecijferige lijnnummers die beginnen met "N4x" zijn bussen van of naar het Gare de l'Est;
- tweecijferige lijnnummers die beginnen met "N5x" zijn bussen van of naar het Gare St-Lazare";
- tweecijferige lijnnummers die beginnen met "N6x" zijn bussen van of naar het Gare Montparnasse";
- driecijferige lijnnummers die beginnen met" N1xx" zijn de langeafstandsbussen naar de verre buitenwijken en de voorsteden.

## Materieel
De RATP gebruikt voor zijn lijnen materieel dat zij overdag op het normale RATP-busnetwerk gebruikt. Dit zijn laagvloerige stadsbussen, op de drukste lijnen zijn dit zelfs gelede bussen. 
De SNCF gebruikt voor zijn lijnen veelal touringcars of andere hogevloerbussen. De lijnen van de SNCF zijn interregionaal van karakter, en reizigers zijn daardoor lang aan boord. Hogevloerbussen rijden vaak confortabeler, en mogen ook sneller op Franse snelwegen.

## Tarificatie en financiering
De tarificatie van de verschillende lijnen is in alle gevallen gelijk, en op de verschillende lijnen zijn ook dezelfde abonnementen geldig. Echter, de tarificatie van de nachtlijnen verschilt met die van de daglijnen. Het Ticket t+ is het eenvoudigste vervoersbewijs van Ile de France. Het is geldig voor bij de RER binnen Parijs, in de metro, in trams, in bussen van de RATP of van OPTILE. Het wordt is losse vorm en in sets van 10 stuks verkocht en biedt de mogelijkheid om binnen 90 minuten onbeperkt van bus of tram over te stappen. Het is echter niet mogelijk over te stappen van metro of RER naar een bus of tram en vice versa, of van een metrolijn naar de Funiculaire de Montmartre en vice versa.
Bij Noctilien moet er voor de eerste twee zones vanaf het beginpunt één Ticket T+ afgestempeld worden, en vervolgens één per zone. Voor reizen via Parijs, zonder overstap, moet er per zone een Ticket t+ gestempeld worden, zonder zones dubbel te tellen.
De gebruikelijke abonnementen zijn ook geldig, zonder extra voorwaarden.
De kosten voor de exploitatie van de lijnen (onderhoud, materieel en personeelskosten) zijn de verantwoordelijkheid van de exploitant. Echter zijn de inkomsten van de vervoersbewijzen lang niet genoeg om de kosten voor de exploitatie te dekken. Het verschil tussen deze twee wordt gecompenseerd door middel van subsidies, verleend door de vevoersautoriteit STIF, die deze betaalt van vervoersbelastingen voor bedrijven.